# Фауна Армении
Фауна Армении — фауна (видовой состав животных) на территории современной Армении.
Видовой состав животных на этой территории прошёл длительный и сложный путь формирования и развития, свидетельством чего являются богатые ископаемые материалы. Современная фауна в
основном сформировалась в третичном периоде (миоцен), одновременно с формированием нынешнего растительного покрова, пополняясь видами Средиземноморского региона. Значительное влияние на формирование фауны оставило проникновение через Каспийский перешеек тугайских элементов среднеазиатских пустынь, иранских ксерофильных и фриганоидных видов.
Занимая северо-восточный горный массив Армянского нагорья и будучи расположенной на пути всемирного перелета птиц, Армения является перекрестком, где сближаются или сосуществуют друг с другом представители
орнитофауны Азии и Европы.

## Общая информация
Фауна Армении включает 76 видов млекопитающих, 304 вида птиц, 44 вида пресмыкающихся, 6 видов земноводных, 24 вида рыб и ок. 10 тыс. беспозвоночных. В северной части страны водятся сирийский бурый медведь (Ursus arctos syriacus), леопарды, рыси, кабаны, олени, лесные и камышовые коты. В горных степях живут волки, барсуки, лисицы, зайцы, муфлоны, безоаровые козлы. В степях и полупустынях также живут многочисленные грызуны — полёвка, суслик, песчанка, слепыш, тушканчик; из пресмыкающихся — кавказская агама, греческая черепаха, гюрза, армянская гадюка. В озере Севан водится форель, сиг и другие виды рыб. Широко распространены ящерицы и змеи. Акклиматизированы в Армении енотовидные собаки, нутрии, благородные олени, в Севане — сиг.

## Видовое разнообразие
Армения отличается видовым разнообразием и эндемизмом своей фауны, где встречаются около 17500 видов позвоночных и беспозвоночных. Многие животные виды обитают на границе зоны их распространения или образуют отдельные популяции.
Разнообразие фауны Армении:
| Группа         | Общее число видов | Число эндемичных видов или подвидов |
| -------------- | ----------------- | ----------------------------------- |
| Беспозвоночные | 17000             | 316                                 |
| Рыбы           | 30                | 9                                   |
| Млекопитающие  | 83                | 6                                   |
| Рептилии       | 53                | 6                                   |
| Амфибии        | 8                 | 1                                   |
| Птицы          | 349               | 1                                   |
| Всего          | 17523             | 339                                 |

### Птицы

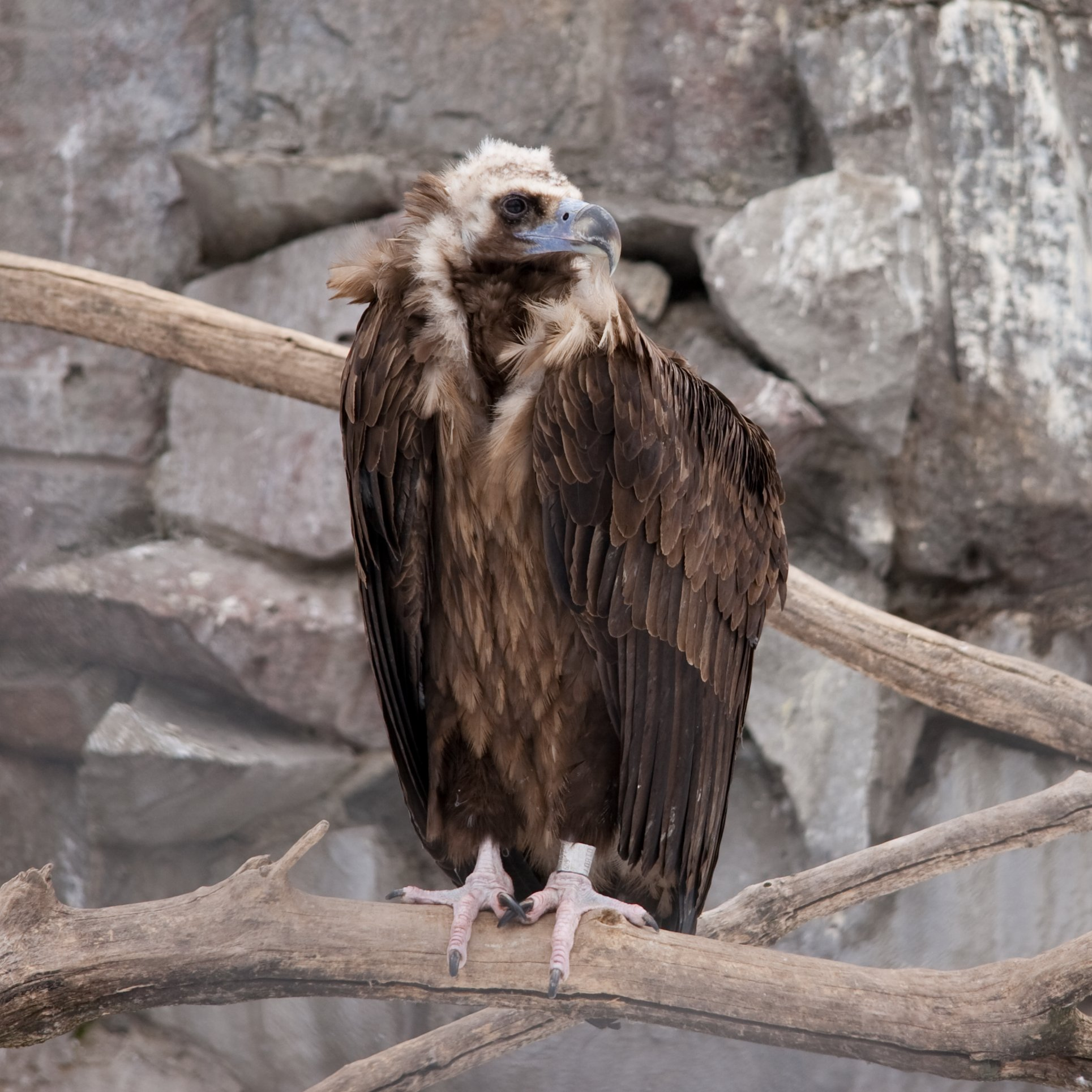
Чёрный гриф — представитель птиц Армении

Географическое расположение, геологические структуры, разнообразие почв, климата и растительного покрова изначально явились важным условием формирования птичьего мира и его разнообразия. Армянское нагорье сообщается с одной стороны с оринтофаунами западно-европейских, с другой стороны — переднеазиатских и
средиземноморских стран. Это обстоятельство в значительной степени обуславливает
разнообразие орнитофауны, которая составляет свыше 60 % позвоночных животных и
представлена 349 видами.
Количество видов птиц, обитающих на территории Армении, составляет 1/3 количества видов птиц, обитающих на территории Европы.
| Отряды                                 | Количество видов |
| -------------------------------------- | ---------------- |
| Воробьинообразные (Passeriformes)      | 146              |
| Ржанкообразные (Charadriiformes)       | 62               |
| Соколообразные (Falconiformes)         | 35               |
| Гусеобразные (Anseriformes)            | 28               |
| Аистообразные (Ciconiiformes)          | 13               |
| Журавлеобразные (Gruiformes)           | 13               |
| Голубеобразные (Columbiformes)         | 8                |
| Дятлообразные (Piciformes)             | 8                |
| Курообразные (Galliformes)             | 7                |
| Совообразные (Strigiformes)            | 7                |
| Гагарообразные (Gaviiformes)           | 5                |
| Ракшеобразные (Coraciiformes)          | 5                |
| Пеликанообразные (Pelecaniformes)      | 4                |
| Поганкообразные (Podicipediformes)     | 2                |
| Кукушкообразные (Cuculiformes)         | 2                |
| Стрижеобразные (Apodiformes)           | 2                |
| Козодоеобразные (Caprimulgiformes)     | 1                |
| Фламингообразные (Phoenicopteriformes) | 1                |

- В вышепредставленном списке некоторые виды птиц, в том числе розовый фламинго (Phoenicopterus roseus), являются перелётными и иногда останавливаются на территории Армении.

### Млекопитающие
В ряду позвоночных животных млекопитающие (83 вида) занимают второе место после птиц.
Разнообразие млекопитающих Армении:
| Семейство                      | Количество видов |
| ------------------------------ | ---------------- |
| Ежовые (Erinaceidae)           | 2                |
| Кротовые (Talpidae)            | 1                |
| Землеройковые (Soricidae)      | 7                |
| Подковоносые (Rhinolophidae)   | 5                |
| Гладконосые (Vespertilionidae) | 17               |
| Бульдоговые (Molossidae)       | 1                |
| Зайцевые (Leporidae)           | 1                |
| Дикобразовые (Hystricidae)     | 1                |
| Щетинистые крысы (Echimyidae)  | 1                |
| Беличьи (Sciuridae)            | 2                |
| Слепышовые (Spalacidae)        | 3                |
| Тушканчиковые (Dipodidae)      | 3                |
| Мышиные (Muridae)              | 17               |
| Куньи (Mustelidae)             | 5                |
| Медвежьи (Ursidae)             | 2                |
| Гиены (Hyaenidae)              | 1                |
| Псовые (Canidae)               | 3                |
| Кошачьи (Felidae)              | 6                |
| Свиные (Suidae)                | 1                |
| Оленьи (Cervidae)              | 2                |
| Полорогие (Bovidae)            | 2                |
| Всего                          | 83               |

### Пресмыкающиеся (или рептилии)
В герпетологическом отношении Армения представляет одну из самых
интересных территорий бывшего СССР. Из 156 видов рептилий, обитающих в бывшем
СССР, в Армении встречаются 53 вида, большинство из которых включено в
Красную книгу Армении.
| Таксономические группы                        | Количество видов |
| --------------------------------------------- | ---------------- |
| Ужеобразные (Colubridae)                      | 18               |
| Настоящие ящерицы (Lacertidae)                | 17               |
| Сцинковые (Scincidae)                         | 4                |
| Гадюковые (Viperidae)                         | 4                |
| Агамовые (Agamidae)                           | 2                |
| Веретеницевые (Anguidae)                      | 2                |
| Азиатские пресноводные черепахи (Geoemydidae) | 2                |
| Сухопутные черепахи (Testudinidae)            | 1                |
| Гекконовые (Gekkonidae)                       | 1                |
| Слепозмейки (Typhlopidae)                     | 1                |
| Ложноногие (Boidae)                           | 1                |

### Рыбы
В водах Армении встречаются 30 видов рыб, относящихся к лососевым (5
видов), карповым (22 вида), сомовым (1 вид) и карозубообразным (2 вида)

### Амфибии
В фауне Армении амфибии представлены 8-ю видами (таблица 9).
Особенно широко распространены озерная лягушка и зелёная жаба. В горно-степных поясах
встречается закавказская лягушка, в северном лесном поясе имеет широкое
распространение древесная лягушка Шелковникова, а на юге — малоазиатская древесная
лягушка. Встречается также сирийская чесночница, лягушка, которая находится на грани
исчезновения и включена в Красную книгу бывшего СССР. Недавно в северном районе
республики обнаружена небольшая популяция малоазиатского тритона, которая полностью
изолирована от своего основного ареала.
Разнообразие амфибий в Армении:
| Семейство                            | Количество видов |
| ------------------------------------ | ---------------- |
| Настоящие саламандры (Salamandridae) | 2                |
| Жабы (Bufonidae)                     | 1                |
| Чесночницы (Pelobatidae)             | 1                |
| Квакши (Hylidae)                     | 2                |
| Настоящие лягушки (Ranidae)          | 2                |
| Всего                                | 8                |

## Беспозвоночные Армении
Фауна беспозвоночных включает около 17 тысяч видов, из которых 90 % составляют насекомые. Среди эндемичных насекомых Армении и Закавказья такие кузнечики, как Армянский скачок, Армянская фитодримадуза, Полосатый пластинохвост и Кавказский конусохвост.
В Армении обнаружено 116 видов муравьёв из 32 родов и 5 подсемейств.
Количественное распределение беспозвоночных животных по систематическим группам:
| Тип           | Класс         | Количество обнаруженных видов |
| ------------- | ------------- | ----------------------------- |
| Моллюски      |               | 155                           |
|               | Брюхоногие    | 141                           |
|               | Двустворчатые | 14                            |
| Членистоногие |               | 16845                         |
|               | Паукообразные | Около 2000                    |
|               | Насекомые     | 14845                         |

## Распространение животного мира
Характерная для Aрмении вертикальная
зональность оставила свой отпечаток не только на формирование видового разнообразия
фауны, но и на её географическое распространение. Каждая ландшафтная зона выделяется
своими особыми экосистемами и их животным миром. Однако, в отличие от растительных
сообществ, в экосистемах животные не считаются стабильной составной частью, поскольку
они обычно имеют широкий ареал межзонального распространения. Многие виды благодаря
сезонной миграции, так же как и высокой приспосабливаемости, могут одновременно иметь
широкое распространение в разных ландшафтных зонах.

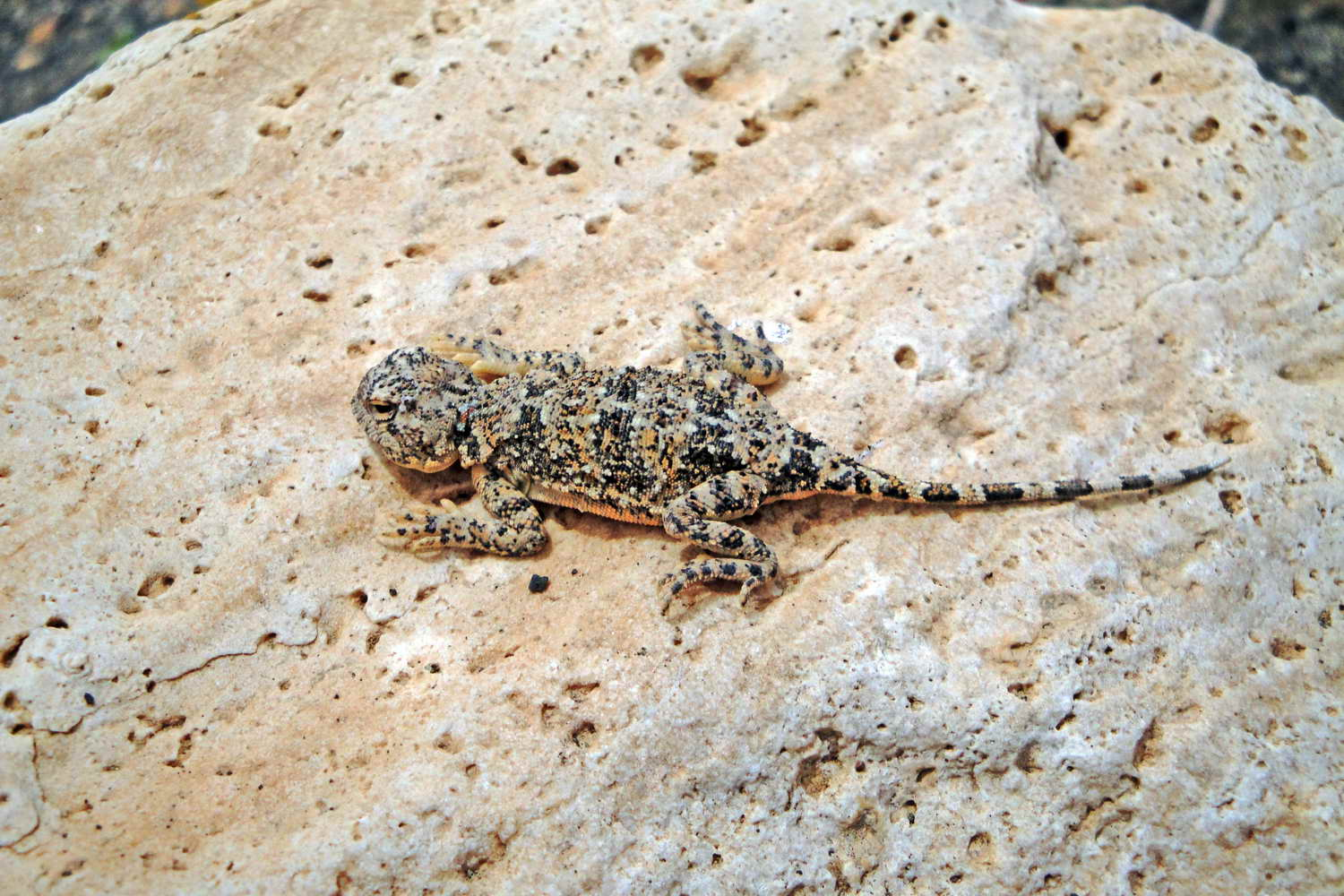
Закавказская круглоголовка в Гораванских песках
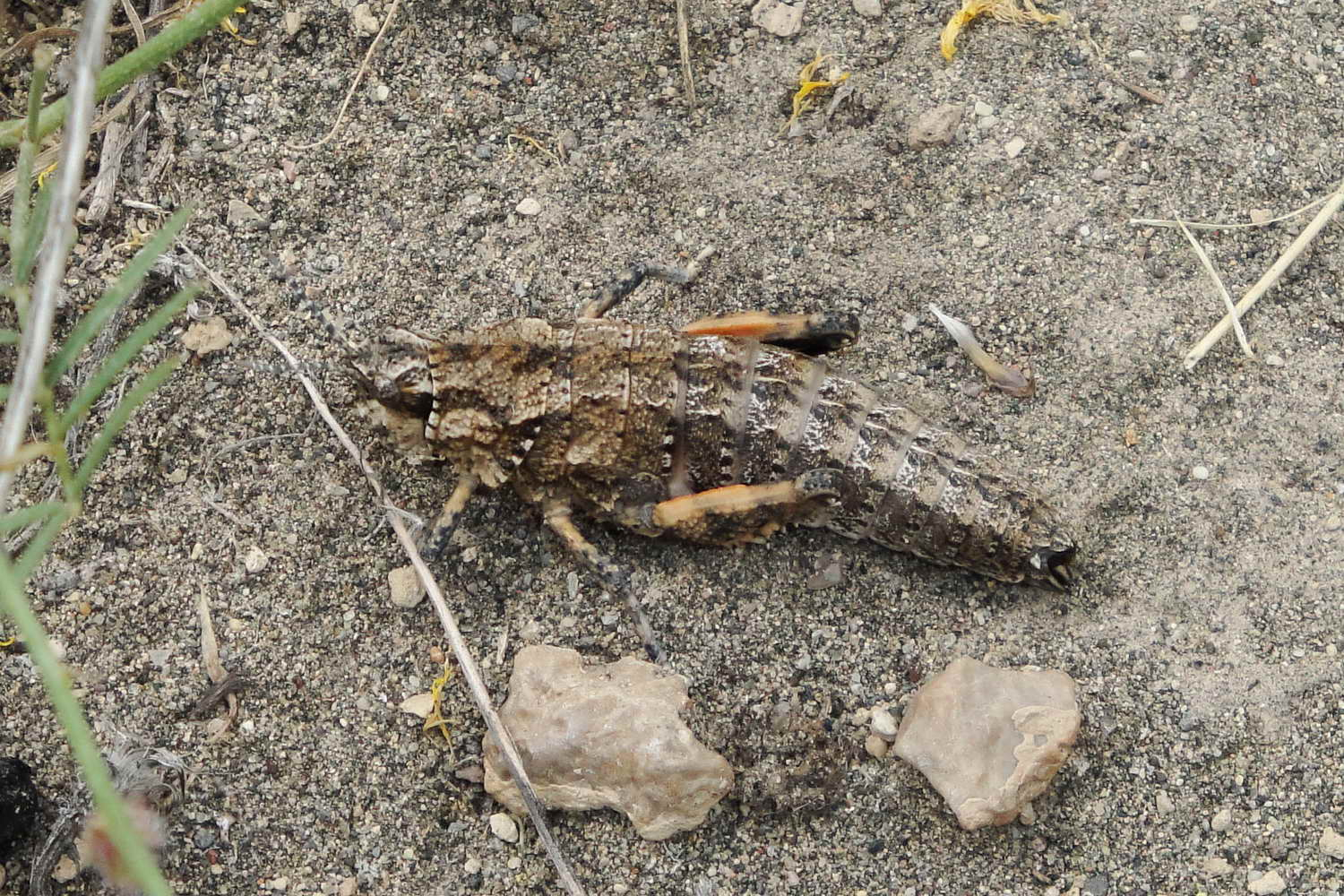
Кобылка каменная бугорчатая в Гораванских песках

## Эндемики

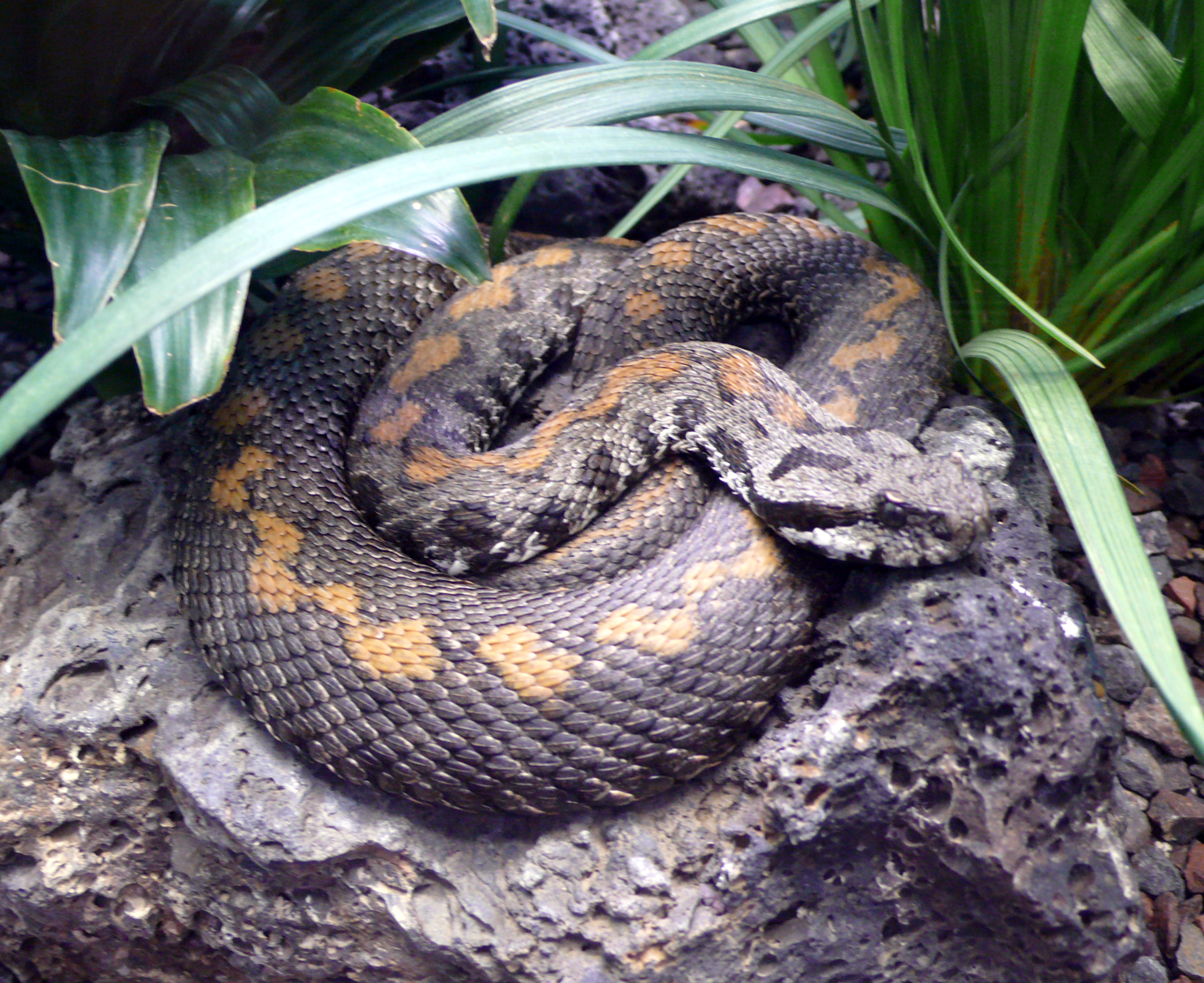
Эндемичная армянская гадюка

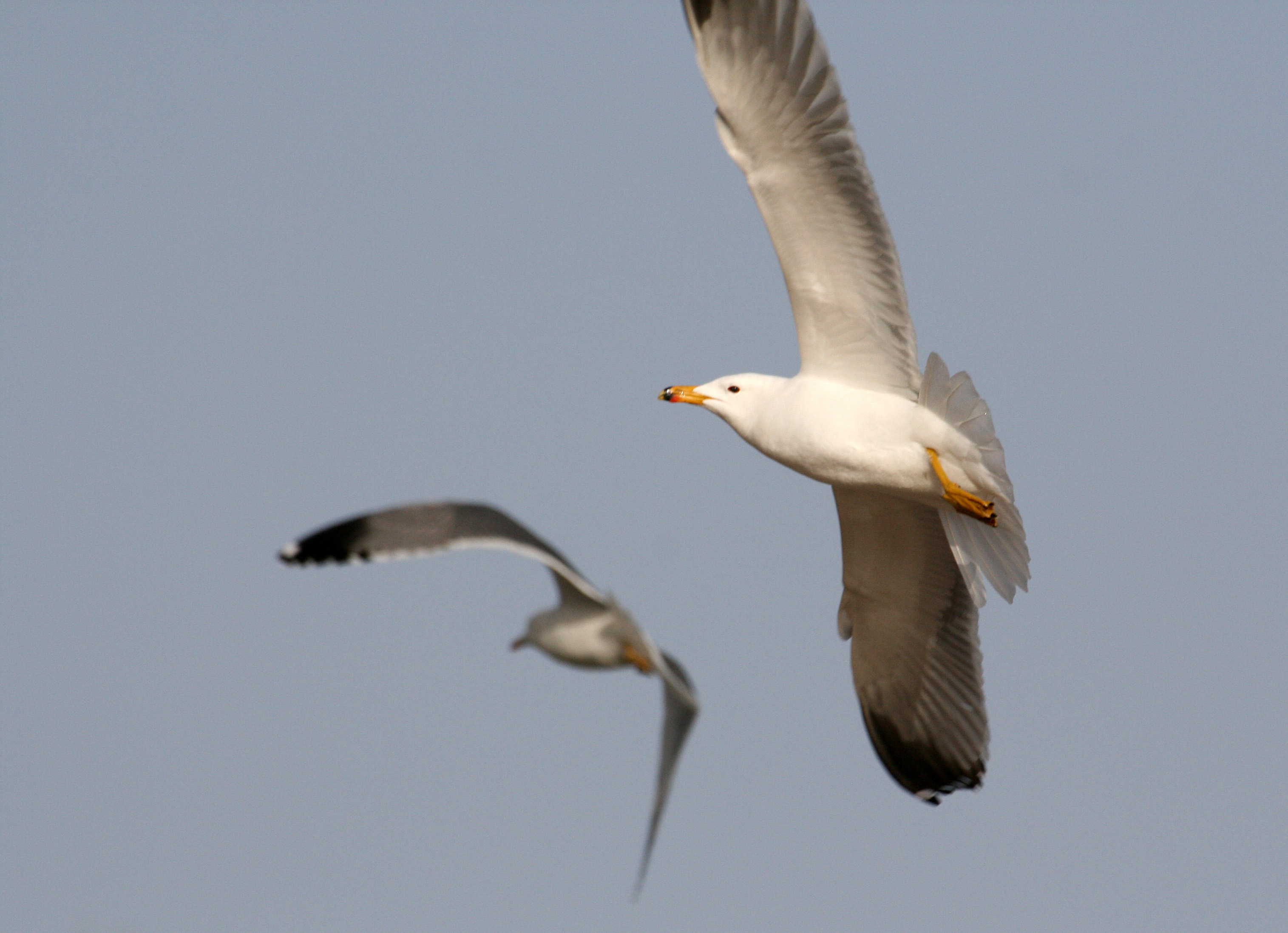
Эндемичная армянская чайка

Эндемичные животные — животные, естественный ареал у которых преобладает только на территории Армении.
Армения — богатейшая эндемиками страна. Здесь насчитывается около 339 эндемичных животных. Это объясняется географическими особенностями, разнообразием климата, почв, большими перепадами высот, наличием пресноводных ресурсов.
| Группа         | Вид                | Латинское название  |
| -------------- | ------------------ | ------------------- |
| Пресмыкающиеся | Гадюка Даревского  | Vipera darevskii    |
|                | Армянская гадюка   | Montivipera raddei  |
|                | Армянская ящерица  | Darevskia armeniaca |
|                | Наирийская ящерица | Darevskia nairensis |
| Млекопитающие  | Арменийский муфлон | Ovis ammon gmelini  |
| Птицы          | Армянская чайка    | Larus armenicus     |
| Рыбы           | Севанская форель   | Salmo ischchan      |
|                | Севанская храмуля  | -                   |
|                | Севанский усач     | -                   |
|                | Армянская сельдь   | -                   |
|                | Армянская густера  | -                   |
|                | Армянская плотва   | -                   |

## Красная книга
Примерно из 17 500 видов позвоночных и беспозвоночных животных, обитающих в Армении, около 300 считаются редкими или сокращающимися. В Красную книгу Армении на данный момент внесено в общей сложности 99 видов позвоночных, 39 из которых внесены также в Красную книгу бывшего СССР, а некоторые находятся под угрозой в мировом масштабе (в соответствии с Красным списком исчезающих животных МСОП). Однако ревизия Красной книги Армении, по всей видимости, приведет к включению многих других видов (возможно, список увеличится в два раза). Ещё не завершена работа над Красной книгой беспозвоночных Армении, но, судя по первым оценкам, в неё будут включены более ста видов. Только в Красной книге бывшего Советского Союза упоминаются 48 видов беспозвоночных, встречающихся в Армении.
В числе позвоночных в Красную книгу Армении внесены 12 видов амфибий и рептилий и 18 видов млекопитающих. Многие из этих видов находятся под угрозой исчезновения. Опасности для этих видов в последние годы возросли по причине природных катастроф, экономического кризиса, также из-за отсутствия эффективного природоохранного законодательства. Среди млекопитающих под наибольшей угрозой исчезновения находятся виды: переднеазиатский леопард (лат. Panthera pardus ciscaucasica), армянский муфлон (Ovis orientalis gmelinii), бородатый козёл (Capra aegagrus), перевязка (Vormela peregusna), обыкновенная выдра (Lutra lutra), сирийский бурый медведь (Ursus arctos syriacus), манул (Felis manul). Кроме того, к вымершим в Армении видам, по всей вероятности, относятся полосатая гиена (Hyaena hyaena) и кавказская мышовка (Sicista caucasica).
|                          |  |                         |  |         |  |             |  |                  |
| Переднеазиатский леопард |  | Сирийский бурый медведь |  | Бородач |  | Чёрный гриф |  | Армянская гадюка |

## Ископаемые животные
Ископаемая фауна в Армении обнаружена: В 2 км к северу от Айраванка, в 15 км к юго-востоку от Веди, в бассейне реки Веди, в непосредственной близи от северо-восточной части Шамбского водохранилища.
Например в окрестностях города Гюмри обнаружен скелет Степного мамонта, который сегодня хранится в геологическом музее Армении.